# Мележко, Анна Александровна
Анна Александровна Мележко (1913 год — неизвестно, Краснодарский край) — рабочая Ингирского совхоза имени Берия Министерства сельского хозяйства СССР, Зугдидский район, Грузинская ССР. Герой Социалистического Труда (1951).

## Биография
Родилась в 1913 году в крестьянской семье в одном из сельских населённых пунктов современного Краснодарского края. С раннего возраста трудилась в сельском хозяйстве. В послевоенные годы — рабочая Ингирского совхоза имени Берия (в последующем — совхоз имени Ленина).
В 1950 году собрала 6125 килограмма сортового зелёного чайного листа на площади 0,5 гектара. Указом Президиума Верховного Совета СССР от 1 сентября 1951 года удостоена звания Героя Социалистического Труда за «получение в 1950 году высоких урожаев сортового зелёного чайного листа» с вручением ордена Ленина и золотой медали «Серп и Молот» (№ 6168).
Этим же указом званием Героя Социалистического Труда были награждены директор совхоза Александр Теймуразович Цхадая и старший агроном Шалва Алексеевич Харебава.
В последующем возвратилась в Краснодарский край. С 1969 года — персональный пенсионер союзного значения. Дата смерти не установлена.
Награды
- Герой Социалистического Труда
- Орден Ленина
- Медаль «За трудовую доблесть» (31.07.1950)